# Peggy Fears
Peggy Fears (1 de junio de 1903 - 24 de agosto de 1994) fue una actriz estadounidense que apareció en comedias musicales de Broadway durante las décadas de 1920 y 1930 antes de convertirse en productora de Broadway.

## Teatro
Dejó Nueva Orleans a los 16 años y asistió a la Escuela Semple. El estudiante de la Universidad de Yale, Jock Whitney, la llevó al Richman Club, donde la vocalista Helen Morgan la escuchó cantar y la animó a asistir a las audiciones dirigidas por Florenz Ziegfeld.
Comenzando con Have a Heart (1917). Fears actuó en diez producciones de Broadway, incluida Ziegfeld Follies of 1925. En No Foolin (1926), de Ziegfeld, apareció con Edna Leedom y los Yacht Club Boys, además de un coro con Paulette Goddard, Susan Fleming, Clare Luce y Baby Vogt. En 1932, en Child of Manhattan (escrita por Preston Sturges), Fears se convirtió en productora de Broadway. Su única aparición cinematográfica su interpretación como Gaby Aimee en The Lottery Lover (1935).
En 1971, Louise Brooks, ex amante de Fears por su propia cuenta, escribió para Sight & Sound sobre su encuentro con Peggy Fears y WC Fields en 1925:
El vestidor del quinto piso perdió su ambiente exclusivo cuando Peggy Fears, que también se había trasladado de Louie the 14th a Follies, decidió convertirse en mi mejor amiga. Era una niña encantadora, con una dulce voz de canto, de Dallas, Texas. Su suave cabello castaño no había sido tocado por tintes ni permanentes. En lugar de los costosos vestidos de una chica Follies, usaba suéteres y faldas de colegiala. Tal vez fue su caprichoso sentido de la diversión lo que la atrajo hacia mí. ¿Y qué podría ser más divertido que Peggy, la chica más popular del programa, haciéndose amiga de su miembro más abominable, yo? Una noche irrumpió en nuestro camerino con una tetera Wedgwood llena de whisky de maíz y, conociendo mis pretensiones literarias, dos revistas asquerosamente vulgares, Broadway Brevities y Police Gazette. Una semana más tarde estábamos viviendo juntos en el hotel Gladstone en Park Avenue, donde los amigos de Peggy pululaban hasta septiembre, cuando ella se fue de gira con los Follies fuimos a The American Venus en el estudio de Paramount en Long Island.
Fue a través de Peggy Fears que conocí a Bill Fields. Antes de la matinée, en Rosary Florist, seleccionaba un ramo para envolverlo en papel encerado y presentarlo a Bill en su vestidor. Tocó su corazón. Bill adoraba a las chicas hermosas, pero pocas eran invitadas a su camerino. Tenía una sensibilidad morbosa por la enfermedad de la piel que le inflamaba la nariz ya que a veces le brotaba en las manos, por lo que tuvo que aprender a hacer malabarismos con guantes. Después de varias experiencias devastadoras con chicas hermosas, había decidido restringir su elección de amigas a aquellas menos atractivas a las que no encontraría a la deriva con los saxofonistas.
Bill entretuvo a Peggy y a mí con distinción. Su barra era un baúl de armario abierto provisto de estantes, plantado, como si fuera un objeto de arte, al lado de su silla. Mientras Shorty, el enano silencioso que era su ayuda de cámara y asistente en el escenario, preparaba nuestras bebidas, Peggy y yo bailábamos alrededor de Bill, que estaba sentado en su estante de maquillaje, escuchando nuestras tonterías con graciosa atención.

## Matrimonios y relaciones
El 19 de junio de 1927 se casó con Alfred Cleveland Blumenthal. Como productores de Broadway a principios de la década de 1930, coprodujeron Music in the Air, escrita por Jerome Kern y Oscar Hammerstein II. El espectáculo tuvo una serie de 342 funciones en 1932-33.
Blumenthal ganó $15 millones durante los primeros tres años de su matrimonio. Fears compró cinco autos Rolls-Royce y un abrigo de chinchilla de $65,000, reteniendo solo $300 en su cuenta bancaria. La pareja peleó y se separó. Eventualmente, se reunieron y renovaron sus votos durante tres ceremonias de matrimonio diferentes. En 1950, Fears y Blumenthal se separaron definitivamente. Fears se entretenía en los clubes nocturnos, y Blumenthal vivía en México.
Aunque había estado casada, quienes la conocieron describen a Fears como bisexual o lesbiana, y prefería principalmente la compañía de mujeres en su vida privada. Según la actriz Louise Brooks, ella y Fears estaban involucradas, pero Brooks nunca se permitió dejar que la aventura se convirtiera en una relación seria.

## Muerte de su madre
En 1938, su madre fue encontrada muerta por asfixia con gas.

## Bienes raíces
Fears construyó Fire Island Pines, el club náutico original de Nueva York. Parte de la construcción fue un hotel de bloques de hormigón que aún se mantiene en pie. Invirtió $10,000 y compró una ensenada en Great South Bay. En 1959, pagó la última deuda de su propiedad. Entonces estaba valorada en $ 350,000.
Mientras vivía en Fire Island, tuvo una tormentosa relación romántica con Tedi Thurman, quién era famosa en la década de 1950 como la voz sexy de Miss Monitor en Monitor de NBC. Thurman fue entrevistada sobre su vida con Fears para el documental de Crayton Robey, When Ocean Meets Sky (2003), que presentaba a Sara Ramirez como la voz de Peggy Fears. En 1966 vendió su participación a John B. Whyte.
Fears murió el 24 de agosto de 1994 a los 91 años en La Crescenta-Montrose, California.